# يولاليا بيريز سيدينيو
يولاليا بيريز سيدينيو (بالإسبانية: Eulalia Pérez Sedeño)‏ (1954)، هي فيلسوفة مغربية متخصصة في العلوم، التكنولوجيا والجنس، وأستاذة باحثة في العلوم، التكنولوجيا والمجتمع في معهد الفلسفة التابع للمجلس الأعلى للبحوث العلمية (CSIC).

## حياتها
حصلت يولاليا بيريز سيدينيو على إجازة في الفلسفة من جامعة مدريد المستقلة سنة 1976، ثم على الدكتوراه من نفس الجامعة سنة 1985 عن أطروحتها لتاريخ علم الفلك القديم.
في 1988 قامت برحلة بحثية إلى جامعة كامبردج تحت إشراف البروفيسور جيفري لويد. وفي هذا الوقت، بدأت أبحاثها حول العصور القديمة والنساء، التي جعلتها تدرس النوع الاجتماعي حتى عودها إلى إسبانيا في نفس العام. بدأت يولاليا بيريز سيدينيو البحث في ما يعرف باسم «العلوم والتكنولوجيا ودراسات النوع الاجتماعي» (بالإسبانية).
في عام 1999، تم تعيينها رئيسة المنطق وفلسفة العلوم في جامعة إقليم الباسك، حيث بقيت حتى عام 2002 عندما التحقت بمعهد فلسفة في المجلس الأعلى للبحوث العلمية.
منذ عام 1996، أصبحت عضوة في اللجنة العلمية التابعة لـ «المؤتمر الأيبيري الأمريكي للعلوم والتكنولوجيا والمساواة بين الجنسين»، وهو المؤتمر الذي يعقد مرة كل سنتين في إسبانيا وفي إحدى الدول الأيبيرية الأمريكية، وقد أجرت الطبعة الأخيرة في أكتوبر 2014 في باراغواي، والطبعة الأخيرة في إسبانيا أقيمت في إشبيلية سنة 2012.
بين عامي 2006 و2008، عينت المديرة العامة للمؤسسة الإسبانية للعلوم والتكنولوجيا (المؤسسة الاسبانية للعلوم والتكنولوجيا، FECYT).
وهي حالياً أستاذة تحري في العلوم والتكنولوجيا والنوع الجنسي في قسم العلوم والتكنولوجيا والمجتمع في معهد الفلسفة التابع للمجلس الأعلى للبحوث العلمية، وهي أيضاً مديرة هذا القسم.

## الأعمال
أجرت بحثًا في تاريخ العلوم والمؤسسات العلمية القديمة، وكذلك في فلسفة العلوم والعلوم والتكنولوجيا والمجتمع، وعلم الإدراك والاتصال والنوع الجنسي. شاركت في العديد من المشاريع الوطنية والدولية وقادت العديد من المشاريع البحثية بما في ذلك:
- العلوم والقيم: النظريات والمؤسسات الجنسانية والعلمية (1996-1999، بتمويل من CICYT).
- النظريات العلمية للثقافة والممارسة العلمية والتقنية (1999-2002، بتمويل من وزارة العلوم والتكنولوجيا).
- النوع الاجتماعي والتكنولوجيا والعلوم في أمريكا الأيبيرية (2002-2004، بتمويل من منظمة الدول الأيبيرية الأمريكية واليونسكو).
- حالة المرأة في نظام التعليم الإسباني وسياقها الدولي (2003، وزارة التعليم والثقافة والرياضة)
- برامج التدريب والتنقل لمقابلات التدفق المباشر والمعكوس: المشكلات والتحديات والحلول (وزارة التعليم والعلوم، 2005)
- وضع فريد من نوعه، عالم لاكتشافه (المجلس الأعلى للبحوث العلمية، 2008-2009).
- رسم خرائط الجسم (وزارة العلوم، 2010-2012)
- رؤى وإصدارات تكنولوجيات الطب الحيوي: الحوكمة والمشاركة العامة والابتكارات الخفية (وزارة الاقتصاد والقدرة التنافسية، 2013-2015)

## الجوائز والتقديرات
- رئيسة جمعية المنطق والمنهجية وفلسفة العلوم في إسبانيا (2000-2006).
- الشريكة المؤسسة لرابطة الباحثين والتكنولوجيين ونائب الرئيس (2001-2006).
- في عام 2001 حصلت على جائزة الكشف النسوي التاسع «كارمن دي بورغوس» عن مقالها «الخفاء والسقف الزجاجي» الذي تمنحها جامعة مالقة منذ عام 1993.[12]

## بعض منشوراتها
قامت بنشر وتحرير العديد من الكتب والمقالات منها:
- المرأة والعلم: وضع الباحثين من النساء في نظام العلوم والتكنولوجيا الاسباني (2008)[14]
- العلوم والتكنولوجيا والقيم من منظور جنساني (2005)[15]
- المساواة والإنصاف في العلوم والتكنولوجيا: القضية الأيبيرية الأمريكية (2008)[16]
- الأساطير والمعتقدات والقيم: كيفية جعل العلم أكثر «علمية»؛ كيفية جعل «الواقع» أكثر واقعية (2008)[17]
- المعرفة والابتكار (2009)[18]
- عالم ليكتشف: النوع الاجتماعي وعلم الفلك في إسبانيا (2010)[19][20]
- اللغة والعلوم (2011)[21]
- الهيئات والاختلافات (2012)[22]
- المعابر على الإدراك العام للطب الحيوي: إسبانيا والمُروجين الأوروبيين (2012)[23]
- رسم الخرائط للجسم: العلوم البيولوجية للعلوم والتكنولوجيا (2014)[24]